# Jean-Baptiste de Rocoles
Jean-Baptiste de Rocoles (Béziers, 1620 - Toulouse, 1696) est un historien français.